# Lingua georgiana
La lingua georgiana (nome nativo ქართული ენა, kartuli ena) è la lingua più parlata della famiglia caucasica meridionale, di cui rappresenta la lingua franca, nonché l'unica lingua con una propria tradizione letteraria. È la lingua ufficiale della Georgia, dove conta all'incirca 3,9 milioni di parlanti nativi (l'83% della popolazione). Altre 3,5 milioni di persone la parlano all'estero (soprattutto in Turchia, Russia e Stati Uniti con piccole comunità in Grecia, Iran ed Azerbaigian).
Si tratta di una lingua agglutinante (nella quale cioè gli elementi si combinano a formare le parole in sequenza lineare), come risulta evidente soprattutto nei verbi. Possiede una flessione nominale articolata in sette casi.
Il sistema fonetico presenta suoni particolari, detti glottalizzati. Le parole georgiane possono avere serie consecutive molto lunghe di consonanti: fino a otto (ad esempio in gvprtskvni "ci sbucci").
Per la scrittura sono stati utilizzati nel tempo tre diversi alfabeti. L'attuale alfabeto georgiano comprende 33 lettere (ridotte dalle originarie 38 nel XIX secolo). Le prime iscrizioni in lingua georgiana risalgono al I secolo-III secolo, sebbene le fonti storiche asseriscano che la scrittura fu introdotta nel III secolo a.C. I primi manoscritti datano al V, e il primo libro a stampa al XVII secolo.
La lingua ha la reputazione di essere difficile da apprendere, soprattutto a causa della complessità del sistema verbale. Non esiste alcuna distinzione di genere tra maschile e femminile.
Numerose parole sono prestiti dalle lingue parlate nelle zone vicine, come l'arabo, il persiano e il turco. Ad eccezione di alcuni termini di origine greca, i prestiti dalle maggiori lingue europee, di origine piuttosto recente, sono avvenuti attraverso la mediazione del russo.
La lingua georgiana comprende circa 17 dialetti, suddivisi in un gruppo orientale e in uno occidentale, alcuni dei quali sono stati fortemente influenzati dal linguaggio dominante della regione in cui risultano parlati. In generale sono più conservativi i dialetti delle regioni montuose. La lingua letteraria si basa sul dialetto cartiliano (pianure orientali).
Il georgiano possiede una vasta letteratura e una prospera poesia popolare, oltre ad essere utilizzato per la tradizione di canto polifonico.

## Classificazione
Il georgiano è la più diffusa delle lingue caucasiche meridionali, una famiglia che comprende anche lo svan, il mengrelio (parlato principalmente nella Georgia nord-occidentale) e il laz (parlato principalmente lungo la costa turca del Mar Nero, da Melyat, Rize fino alla frontiera georgiana).
Il gruppo sembra non avere parentele con altre famiglie linguistiche, o almeno nessuna di quelle proposte sembra essere stata dimostrata in modo convincente. È tuttavia possibile un precoce contatto con le lingue indoeuropee.

## Dialetti
La variante standard del georgiano è costituita dal dialetto di prestigio della Cartalia, la regione storica in cui è situata la capitale Tbilisi.
Con la lingua standard coesistono quasi una ventina di altri dialetti. La maggior parte di essi sono parlati all'interno del territorio nazionale e sono denominati secondo le province storiche:
- dialetti nord-occidentali: imerezio, lechkumiano, rach'ano;
- dialetti sud-occidentali: agiaro, guriano;
- dialetti centrali: javakhiano, meskhiano;
- dialetti nord-orientali: khevsuriano, mokheviano, mtiuletiano-gudamaq'riano, pshaviano, tuscezio;
- dialetti orientali: cachezio, tianetiano.[2]

Altri quattro dialetti sono parlati da minoranze etniche georgiane al di fuori dei confini nazionali:
- fereydaniano (in Iran, nella regione storica di Fereydan, in particolare nella città di Fereydunshahr);
- imerkheviano (in Turchia, nella valle di Imerkhevi, nel nord della provincia di Artvin);
- ingiloano (in Azerbaigian, nel distretto di Zaqatala);
- kizlar-mozdokiano (nel Caucaso del nord, in particolare nelle zone di Kizljar e Mozdok).[3]

## Fonologia

### Consonanti
Il georgiano standard dispone di 28 consonanti, di cui 6 eiettive. I fonemi sono in rapporto uno a uno con le lettere dell'alfabeto, come illustra la tabella che segue (i simboli a sinistra sono quelli dell'AFI).
|           |                | Labiale | Labiodentale | Dentale | Alveolare | Postalveolare | Velare | Uvulare | Glottale |
| --------- | -------------- | ------- | ------------ | ------- | --------- | ------------- | ------ | ------- | -------- |
| Occlusiva | sorda aspirata | /pʰ/ ფ  |              | /tʰ/ თ  |           |               | /kʰ/ ქ |         |          |
| Occlusiva | sonora         | /b/ ბ   |              | /d/ დ   |           |               | /ɡ/ გ  |         |          |
| Occlusiva | eiettiva       | /pʼ/ პ  |              | /tʼ/ ტ  |           |               | /kʼ/ კ | /qʼ/ ყ  |          |
| Affricata | sorda aspirata |         |              |         | /t͡sʰ/ ც   | /t͡ʃʰ/ ჩ       |        |         |          |
| Affricata | sonora         |         |              |         | /d͡z/ ძ    | /d͡ʒ/ ჯ        |        |         |          |
| Affricata | eiettiva       |         |              |         | /t͡sʼ/ წ   | /t͡ʃʼ/ ჭ       |        |         |          |
| Fricativa | sorda          |         |              |         | /s/ ს     | /ʃ/ შ         | /x/ ხ  |         | /h/ ჰ    |
| Fricativa | sonora         |         | /v/ ვ        |         | /z/ ზ     | /ʒ/ ჟ         | /ɣ/ ღ  |         |          |
| Nasale    | Nasale         | /m/ მ   |              |         | /n/ ნ     |               |        |         |          |
| Vibrante  | Vibrante       |         |              |         | /ɾ/ რ     |               |        |         |          |
| Laterale  | Laterale       |         |              |         | /l/ ლ     |               |        |         |          |

Il sistema delle occlusive si basa su una triplice opposizione fra sorda aspirata, sonora ed eiettiva, dalla quale è esclusa solo l'eiettiva uvulare /qʼ/. La natura fonemica di tale opposizione è attestata, ad esempio, nelle coppie minime ფური [pʰuɾi] "mucca" vs. პური [pʼuɾi] "pane" e ქუდი [kʰudi] "cappello" vs. კუდი [kʼudi] "coda". La stessa opposizione delle occlusive è presente anche nelle affricate. Non c'è però accordo universale sulla presenza di aspirazione nei fonemi /t͡sʰ/ e /t͡ʃʰ/.
- /q’/ ha gli allofoni [q’χ], [χ’] o persino [ʔ], in variazione libera.[10]
- Ci sono opinioni contrastanti sull'esatto luogo di articolazione di /x/ e /ɣ/. Robins e Waterson li classificano come puramente velari,[11] Aronson invece come postvelari.[12] Hewitt argomenta che, a seconda del contesto, hanno un campo di estensione che va dal velare all'uvulare.[13]
- /v/ ha alcuni allofoni in distribuzione complementare:
  - [w], quando sta tra due consonanti (ad es. ძვლიანი [d͡zwliani] "ossuto") o tra consonante e vocale (ad es. კვერი [kʼwɛɾi] "panino").
  - [f] o [ɸ], quando è seguito da una consonante sorda (ad es. ვფიქრობ [fpʰikʰɾɔb]/[ɸpʰikʰɾɔb] "penso"); si tratta cioè di una desonorizzazione per effetto di un'assimilazione regressiva.
  - [β], quando è a inizio di parola seguito da una vocale (ad es. ვიღაც [βiɣat͡sʰ] "qualcuno") o a fine di parola preceduto da una vocale (ad es. მუდმივ [mudmiβ] "sempre").[14]
- La realizzazione più frequente del fonema /ɾ/ sembra essere quella monovibrante,[15][16] mentre quella polivibrante [r] è allofonica. Hewitt, tuttavia, riporta solo la variante polivibrante.[17]
- /l/ viene spesso velarizzato in [ɫ] davanti alle vocali posteriori (ad es. მადლობა [madɫɔba] "grazie").[18]

### Vocali
I fonemi vocalici sono 5, anch'essi in corrispondenza biunivoca con i simboli dell'alfabeto.
|        | Anteriore | Posteriore |
| ------ | --------- | ---------- |
| Chiusa | /i/ ი     | /u/ უ      |
| Media  | /ɛ/ ე     | /ɔ/ ო      |
| Aperta | /a/ ა     | /a/ ა      |

Secondo Shosted e Chikovani, la realizzazione di /a/ è tipicamente [ɑ].
Il georgiano non ha vocali lunghe (eccetto che per effetto dell'intonazione nelle domande chiuse; si veda oltre #Intonazione) e non ha dittonghi. Se due vocali appaiono in sequenza appartengono a sillabe diverse: una parola ha tante sillabe quante sono le sue vocali.

### Fonotassi

#### Gruppi consonantici
La caratteristica fonotattica più rilevante del georgiano è la sua grande tolleranza per i gruppi consonantici, specialmente a inizio e a fine parola.
I gruppi iniziali possono spaziare da 2 a 6 consonanti contigue (ignorando le sequenze prodotte dall'aggiunta di morfemi prefissali, potenzialmente ancora più lunghe); le combinazioni ammesse sono 740. Ai gruppi vanno aggiunte anche le 28 consonanti semplici, che possono trovarsi tutte a inizio parola, per un totale di 768 possibili attacchi sillabici consonantici a inizio di parola.
- Esempi con due consonanti iniziali: წყალიⓘ /t͡sʼqʼali/ "acqua", სწორი /st͡sʼɔɾi/ "corretto", რძე /ɾd͡zɛ/ "latte", თმა /tʰma/ "capelli", მთა /mtʰa/ "montagna", ცხენი /t͡sʰxɛni/ "cavallo".
- Esempi con tre consonanti iniziali: თქვენ /tʰkʰvɛn/ "voi", მწვანე /mt͡sʼvanɛ/ "verde", ცხვირი /t͡sʰxviɾi/ "naso", ტკბილი /tʼkʼbili/ "dolce", მტკივილი /mtʼkʼivili/ "dolore", ჩრდილოეთი /t͡ʃʰɾdilɔɛtʰi/ "nord".
- Esempi con quattro consonanti iniziali: ფრთხილი /pʰɾtʰxili/ "attento", მწკრივი /mt͡sʼkʼɾivi/ "fila", ღრღნის /ɣɾɣnis/ "mastica", სხლტება /sxltʼɛba/ "rimbalza", მღვრიე /mɣvɾiɛ/ "torbido", ჭყვლეპს /t͡ʃʼqʼvlɛpʼs/ "impasta".
- Esempi con cinque consonanti iniziali: წვრთნის /t͡sʼvɾtʰnis/ "allena", ბრჭყვიალი /bɾt͡ʃʼqʼviali/ "luccichio", ბდღვრიალი /bdɣvɾiali/ "splendore".
- Esempi con sei consonanti iniziali: ფრცქვნის /pɾt͡sʰkʰvnis/ "sbuccia", ბრდღვნის /bɾdɣvnis/ "strappa".

Se si considerano anche i gruppi prodotti dalla presenza di morfemi prefissali, si può arrivare a sequenze iniziali ancora più lunghe. Ad esempio, l'aggiunta del marcatore dell'oggetto diretto della I plurale gv- agli ultimi due verbi illustrati in precedenza produce le forme გვფრცქვნის /gvpɾt͡sʰkʰvnis/ "ci sbuccia" e გვბრდღვნის /gvbɾdɣvnis/  "ci strappa", con otto consonanti iniziali.
I gruppi finali che non contengono morfemi suffissali vanno invece dalle 2 alle 4 consonanti, per un totale di 244 combinazioni.
La realizzazione fonetica di alcuni gruppi consonantici prevede che ci sia una sola emissione di fiato alla fine di tutta la sequenza. Tali gruppi sono noti come "complessi armonici" (ing. harmonic complexes o harmonic clusters). Ad esempio, il complesso iniziale di ბგერა /bgɛɾa/ "suono" è armonico, mentre quello di თბილისი /tʰbilisi/ "Tbilisi" non lo è e prevede due emissioni distinte.
I gruppi di due consonanti identiche sono generalmente realizzati come una consonante geminata (ad es. დამმალა [damːaɫa] "mi nascose"). Tuttavia, in alcuni contesti grammaticali che prevedono l'accostamento di due /v/, la doppia che ne dovrebbe derivare non viene pronunciata come tale; tale anomalia è registrata anche nella scrittura (ad es. წავალ [t͡sʼavaɫ] "andrò" < *წავვალ ts'a-v-val).
Il suono /v/ cade quando costituisce l'ultima consonante di una radice verbale ed è seguito:
- da /ɔ/ (ad es. გამოაცხვე /gamɔat͡sxvɛ/ gamo-a-tskhv-e "cucinasti (al forno)" → აცხობ /at͡sxɔb/ a-tskhØ-ob "cucini (al forno)");
- da /u/ (ad es. ანგრევს /angɾɛvs/ a-ngrev-s "demolisce" → დანგრეული /dangɾɛuli/ da-ngreØ-ul-i "demolito");
- da /m/ (ad es. სვამს /svams/ sv-am-s "beve" → სმა /sma/ sØ-m-a "il bere").[26]

#### Desonorizzazione finale
Esiste una certa tendenza alla desonorizzazione delle occlusive e delle affricate sonore in fine di parola, sebbene sia meno marcata che in altre lingue. La consonante desonorizzata resta generalmente distinta dalla corrispondente sorda per l'assenza di aspirazione.
In rari casi il fenomeno viene registrato anche nella scrittura, soprattutto con la desinenza -d del caso avverbiale (ad es. უნებლიეთ /unɛbliɛtʰ/ "senza volerlo" < *უნებლიედ /unɛbliɛd/).

### Morfonologia
Fenomeni morfonologici comuni sono l'apofonia, l'epentesi, la sincope, la dissimilazione e la metatesi.
- Un'alternanza apofonica di tipo  /ɛ/ → /i/ si verifica all'interno della radice di alcune classi di verbi, soprattutto al tempo passato (ad es. აღმოაჩენს aghmo-a-chen-s "scopre" → აღმოაჩინა aghmo-a-chin-a "scoprì").[28]
- Nel caso complementare al precedente, in cui cioè la radice verbale è composta solo da consonanti, può esserci epentesi vocalica. Quest'ultima prevede l'inserzione di una /a/ o di una /ɛ/ all'interno della radice, generalmente solo nelle voci di I e II persona (ad es. ვკლავ v-k'l-av "uccido" → მოვკალი mo-v-k'al-i "uccisi").[29]
- L'epentesi consonantica riguarda soprattutto l'aggiunta di /v/ nella formazione della radice di alcuni verbi deaggettivali, quando il tema dell'aggettivo finisce in /a/, in /ɔ/ e talvolta in /u/ (ad es. ბრმა brma "cieco" → აბრმავებს a-brmav-eb-s "acceca").[30]
- La sincope interviene soprattutto nella declinazione nominale e coinvolge tipicamente le vocali /a/ e /ɛ/, quando seguite da una nasale o da una liquida (/m/, /n/, /ɾ/ e /l/). La vocale cade con l'aggiunta di alcuni suffissi del caso o del suffisso plurale -eb (ad es. მეგობარი megobar-i "amico" → მეგობრები megobØr-eb-i "amici"). Hewitt ipotizza che questo fenomeno origini da una fase arcaica della lingua, come effetto di un indebolimento vocalico correlato alla posizione dell'accento.[31]
- La dissimilazione è /ɾ/ → /l/ e riguarda vari suffissi derivativi come -ar o -ur. Avviene solitamente quando la /ɾ/ è presente nella radice (ad es. იტალიური it'ali-ur-i "italiano" vs. ქართული kart-ul-i "georgiano").[32]
- La metatesi può interessare le sequenze così formate: (occlusiva o affricata) - (/m, n, ɾ o l/) - /v/; lo scambio avviene fra la seconda e la terza consonante (ad es. კვლა k'vl-a "uccisione" < *კლვა k'l-v-a, oppure თვრამეტი t-vra-met'-i "diciotto" < *თრვამეტი t-rva-met'-i, da რვა rva "otto").[33]

### Prosodia

#### Accento
L'accento del georgiano è estremamente debole, non ha alcuna influenza sulla qualità delle vocali e non è mai distintivo. È talmente debole che le regole sulla sua esatta collocazione non sono chiare agli studiosi; quelle che seguono ne descrivono il comportamento più frequente.
- Se la parola ha due o tre sillabe, l'accento cade sulla prima (ad es. გრძელი [ˈgɾd͡zɛli] "lungo").
- Se la parola ha quattro sillabe, l'accento cade sulla prima (ad es. მეგობარი [ˈmɛɡɔbaɾi] "amico") o sulla terzultima (ad es. საქართველო [saˈkʰaɾtʰvɛɫɔ], ma anche [ˈsakʰaɾtʰvɛɫɔ] "Georgia").
- Se la parola ha cinque o più sillabe, ci sono due accenti: uno sulla prima sillaba e uno sulla terzultima (ad es. ენათმეცნიერება [ˌɛnatʰmɛt͡sʰniˈɛɾɛba] "linguistica").

In ogni caso, l'accento non cade mai sull'ultima sillaba.

#### Intonazione
Il profilo dell'intonazione nelle frasi dichiarative è relativamente piano e costante. Nelle interrogative presenta una singola variazione, secondo due modalità principali.
- Le domande chiuse (sì/no) prevedono un innalzamento e un abbassamento del tono della voce in stretta successione nell'ultima sillaba della frase. La pronuncia è in due tempi, cosicché la vocale contenuta nella sillaba viene allungata. Ad esempio:
მიდიხარ?
[midixáàɾ]
"Stai andando?"
- Nelle domande introdotte da un aggettivo, un pronome o un avverbio interrogativo la sillaba accentata del verbo ha un tono discendente, ad esempio
ასე ადრე რატომ მიდიხარ ქალაქში?
[asɛ adɾɛ ɾat'ɔm mìdixaɾ kʰaɫakʰʃi]
"Perché vai in città così presto?"

Lo stesso vale per le domande che coinvolgono particelle interrogative come ხომ [xɔm] "vero?" (le cosiddette tag question), ad esempio
ხომ მიდიხარ?
[xɔm mìdixaɾ]
"Stai andando, vero?"
Se invece la domanda presenta due alternative, il tono discendente si ha nella particella negativa, ad esempio
მიდიხარ თუ არა?
[midixaɾ tʰu àɾa]
"Stai andando oppure no?".

## Grammatica

### Morfologia
Il georgiano è una lingua fortemente agglutinante, sia nella morfologia flessiva sia in quella derivazionale.
I sostantivi sono declinati rispetto al caso (nominativo, ergativo, dativo, genitivo, strumentale, avverbiale e vocativo) e al numero (singolare e plurale), ma non rispetto al genere. Non esiste l'articolo. I casi sono indicati da un apposito insieme di suffissi, che vengono aggiunti direttamente alla radice se il sostantivo è al singolare o alla radice più il suffisso -eb se è al plurale. Ad esempio
- კაცი k'ats-i "uomo"
- კაცები k'ats-eb-i "uomini"
- კაცის k'ats-is "dell'uomo"
- კაცების k'ats-eb-is "degli uomini"

etc.
Come i sostantivi, anche i pronomi sono declinati rispetto al caso e al numero e non distinguono il genere. Non c'è distinzione neppure alla terza persona, come invece avviene, ad esempio, nella lingua inglese (ad es. ის is "egli", "ella", "esso"; მისი misi "suo (di lui)", "suo (di lei)" etc).
Gli aggettivi in funzione attributiva concordano con il sostantivo solo nel caso e non nel numero (ad es. კარგი კაცი k'argi k'atsi "l'uomo buono", კარგი კაცები k'argi k'atsebi "gli uomini buoni"); la declinazione, inoltre, è semplificata rispetto a quella dei sostantivi. Quando invece l'aggettivo viene sostantivato, si comporta in tutto e per tutto come un nome e può andare al plurale (ad es. კარგები k'argebi "quelli buoni"). Tutti i quantificatori, compresi i numerali, sono trattati alla stregua degli altri aggettivi qualificativi e sono seguiti dal sostantivo al singolare (ad es. ერთი კვირა erti k'vira "una settimana", ორი კვირა ori k'vira "due settimane", ბევრი კვირა bevri k'vira "molte settimane" etc).
Il georgiano fa un uso quasi esclusivo di posposizioni - l'equivalente delle preposizioni italiane, ma poste dopo i sostantivi a cui si riferiscono, anziché prima (ad es. ეჭვი ech'vi "dubbio" → ეჭვს გარეშე ech'vs gareshe "senza dubbio"). Le più comuni sono clitiche e vengono scritte attaccate al sostantivo (ad es. საქართველოში sakartvelo-shi "in Georgia", მაგიდაზე magida-ze "sul tavolo"). Ciascuna posposizione richiede che il sostantivo modificato sia in un caso specifico, tipicamente il genitivo o il dativo (in maniera simile alle preposizioni di molte lingue indoeuropee, come il tedesco, il russo o il latino).
L'argomento più complesso della morfologia georgiana è il verbo. I verbi sono tradizionalmente divisi in quattro classi, a ciascuna delle quali sono associati un modello generale di coniugazione e una sfumatura semantica prevalente:
- 1ᵃ classe: transitivi (აძლევს adzlevs "dà"), causativi (ალამაზებს alamazebs "rende bello");
- 2ᵃ classe: intransitivi inaccusativi (ხდება khdeba "succede"), passivi (კეთდება k'etdeba "viene fatto");
- 3ᵃ classe: intransitivi inergativi (მუშაობს mushaobs "lavora");
- 4ᵃ classe: verbi di sentimento o di stato d'animo (უყვარს uq'vars "ama").

Ogni classe richiede inoltre una specifica sintassi dei casi (si veda oltre in #Sintassi).
La coniugazione si basa sull'aggiunta e sulla sottrazione di un gran numero di affissi alla radice (sia prefissi, sia suffissi). Una singola voce verbale può così arrivare ad avere sette o otto morfemi diversi in contemporanea, ad esempio:
დამაწერინებდით
da-m-a-ts'er-in-eb-d-i-t
"mi avreste fatto scrivere"
Il verbo manifesta inoltre una concordanza polipersonale: vengono codificate la persona e il numero sia del soggetto che dell'oggetto, tipicamente quello indiretto.
Sebbene i verbi delle singole classi aderiscano ad alcune regole comuni, la loro coniugazione non è del tutto uniforme: la scelta di alcuni morfemi è regolata da casistiche molto complicate, oppure è imprevedibile. Un grandissimo numero di verbi sono irregolari, soprattutto quelli di uso comune (su vari livelli: alterazioni morfonologiche, radici suppletive, terminazioni anomale etc). Questo stato di cose fu messo in evidenza già da Francesco Maria Maggio, l'autore della prima grammatica georgiana (datata 1643), che accingendosi a trattare del verbo scriveva:
(Francesco Maria Maggio, Syntagmata linguarum orientalium quae in Georgiae Regionibus audiuntur, III, traduzione di Luigi Mantovani)

### Sintassi
L'aspetto più complesso della sintassi è l'uso dei casi nella codifica degli argomenti verbali. In quasi tutti i contesti l'allineamento morfosintattico è quello di una lingua nominativo-accusativa. Il soggetto va quindi al nominativo e l'oggetto al dativo. In alcuni casi il soggetto logico viene espresso come un oggetto grammaticale e l'oggetto logico come un soggetto grammaticale, fenomeno tradizionalmente noto come inversione (ad es. გოგოს აქვს წიგნი gogos akvs ts'igni "la ragazza ha un libro", lett. "alla ragazza è-avere un libro").
Dallo schema nominativo-accusativo si discostano però due "tempi", uno dei quali è l'aoristo, l'equivalente del passato remoto italiano. In questo ambiente i verbi di 1ᵃ classe (transitivi) e quelli di 3ᵃ classe (intransitivi inergativi) hanno il soggetto all'ergativo e l'eventuale oggetto diretto al nominativo; i verbi di 2ᵃ classe (intransitivi inaccusativi) e quelli di 4ᵃ classe (verbi di sentimento) non alterano l'uso dei casi. Ne risulta che il nominativo è al contempo il caso dell'oggetto dei transitivi e il caso del soggetto di gran parte degli intransitivi, fatto che ha portato all'interpretazione tradizionale di un allineamento ergativo (in particolare di un'ergatività cosiddetta "scissa", perché assente negli altri tempi). Rimane tuttavia anomala la 3ᵃ classe, che è composta da verbi intransitivi con soggetto all'ergativo. A fronte di tale anomalia e di un'analisi semantica delle classi verbali, Alice Harris ha proposto che l'allineamento sia in realtà attivo-inattivo, con il caso ergativo usato come agentivo e il nominativo usato come pazientivo.
L'ordine delle parole è piuttosto libero e tutte le disposizioni sono ammesse per motivi di enfasi. Se però la frase non è marcata (cioè se non si pone l'enfasi su nessuno dei suoi costituenti), l'ordine è SVO o SOV.

## Lessico
Il georgiano ha un ricco sistema di derivazione dei vocaboli. Aggiungendo alcuni prefissi e suffissi specifici a una radice, si possono da questa derivare molti sostantivi e aggettivi. Per esempio, dalla radice -kart-, possono essere derivate le successive parole: kartveli (una persona georgiana), kartuli (la lingua georgiana) e sakartvelo (Georgia).
La maggior parte dei cognomi georgiani terminano in
-dze ("figlio") (Georgia occidentale)
-shvili ("bambino") (Georgia orientale)
-ia (Georgia occidentale, Samegrelo)
-ani (Georgia occidentale, Svaneti)
-uri (Georgia orientale), ecc.
La desinenza -eli è una particella nobiliare, equivalente al francese de, al tedesco von o al polacco -ski.  Almeno due cognomi georgiani di personaggi storici sono famosi all'estero: Eduard Shevardnadze e Stalin, il cui cognome era Dzhugashvili. Negli anni '90, la squadra di calcio britannica del Manchester City ebbe un numero di giocatori georgiani che avevano il nome con queste desinenze, come Georgi Kinkladze, Murtazi Shelia, Kakhaber Tshkadadze e Mikhail Kavelashvili.
Il georgiano ha un sistema di numerazione vigesimale, ovvero basato sul numero 20, come il basco o il francese antico. Per esprimere un numero più grande di 20 e minore di 100, per primo viene stabilito il numero delle ventine e il numero rimanente viene sommato. Per esempio, il 93 viene scritto (in lettere) ოთხმოცდაცამეტი - otkh-m-ots-da-tsamet'i (quattro-volte-venti-e-tredici).

## Storia
La fase predocumentaria, in cui si situa la formazione della lingua georgiana a partire dal proto-cartvelico, è stata ricostruita da vari linguisti tramite il metodo comparativo (primi fra tutti T. Gamq'relidze, G. Mach'avariani e G. Klimov). È caratterizzata da due momenti di rottura:
- la separazione dello svan dal resto del cartvelico, con la conseguente formazione di un proto-georgiano-zan (non oltre il III millennio a.C.);
- la separazione dell'antico georgiano dal proto-zan, antenato comune del mingrelio e del laz - collettivamente note come lingue zan (inizio del I millennio a.C.).

(La cronologia assoluta indicata fra parentesi è stata ricavata utilizzando metodi di glottocronologia.)
All II secolo d.C. risale invece probabilmente la più antica allusione al georgiano parlato. In una lettera di Marco Cornelio Frontone a Marco Aurelio, l'oratore romano si immagina gli Iberi che si rivolgono all'imperatore nella loro lingua incomprensibile:
(Marco Cornelio Frontone, M. Frontonis ad Antoninum Imp. et invicem, IV, 2. Traduzione di Felicita Portalupi)
L'evoluzione del georgiano, per quanto concerne la lingua scritta, fu una conseguenza della conversione dell'élite georgiana al cristianesimo, nella metà del IV secolo. La nuova lingua letteraria venne costruita su un'infrastruttura culturale già ben definita, appropriandosi delle funzioni, convenzioni, e stato dell'aramaico, la lingua letteraria della Georgia pagana, e la nuova religione nazionale. I primi testi georgiani sono iscrizioni e palinsesti risalenti al V secolo. Il georgiano ha una ricca tradizione letteraria. La più antica opera letteraria sopravvissuta in georgiano è il "Martirio della santa regina Shushanik" (Tsamebay tsmindisa Shushanikisi, dedoplisa) di Iakob Tsurtaveli, del V secolo d.C.  Il poema epico nazionale georgiano, "Il cavaliere dalla pelle di leopardo" (Vepkhistqaosani), di Shota Rustaveli, risale al XII secolo.
La storia del georgiano può convenzionalmente essere divisa in:
- Georgiano antico : V-VIII secolo
- Georgiano classico antico: IX-XI secolo
- Georgiano medio: XII-XVIII secolo
- Georgiano moderno: XVIII-XXI secolo[39]

## Sistema di scrittura
Il georgiano è stato scritto in una varietà di alfabeti nel corso della sua storia.  Attualmente un alfabeto, chiamato mkhedruli ("militare"), è quasi completamente dominante, mentre gli altri sono oggetto di interesse per gli studiosi, perché è necessario conoscerli per la consultazione di documenti storici.
Lo mkhedruli ha 33 lettere di uso comune, delle quali attualmente più di mezza dozzina sono obsolete. Le lettere dello mkhedruli corrispondono ai suoni della lingua georgiana.
Secondo i resoconti tradizionali scritti da Leonti Mroveli nell'XI secolo, il primo alfabeto georgiano venne creato dal primo re dell'Iberia caucasica (nota anche come Kartli), Pharnavaz, nel III secolo a.C. Tuttavia, i primi esempi di quest'alfabeto, o la sua versione modificata, risalgono al V secolo d.C. Nel corso di molti secoli, l'alfabeto venne modernizzato. Ci sono adesso tre alfabeti georgiani completamente diversi, chiamati asomtavruli (lettere maiuscole), nuskhuri (lettere minuscole) e mkhedruli. I primi due sono utilizzati insieme come lettere maiuscole e minuscole, formando un singolo alfabeto usato dalla chiesa ortodossa georgiana e chiamato khutsuri (dei sacerdoti).
Nello mkhedruli, non ci sono forme separate per le lettere maiuscole.  Tuttavia, talvolta, un effetto maiuscolo, chiamato mtavruli (titolo o intestazione), viene ottenuto graduando e posizionando le lettere ordinarie in modo che le loro dimensioni verticali siano tutte identiche rispetto alla linea di base. Questo modo di scrivere le lettere viene spesso utilizzato nelle pagine di intestazione, titoli di capitoli, iscrizioni monumentali e simili.

## Esempi

### Formazione delle parole
Il georgiano ha un sistema derivazionale della parola che permette la derivazione di nomi da radici verbali, sia con prefissi che con suffissi.  Per esempio:
- Dalla radice -ts'er- ("scrive-re"), sono derivate le parole ts'erili ("lettera") e mts'erali ("scrittore").
- Dalla radice -tsem- ("da-re"),  è derivata la parola gadatsema ("programma televisivo").
- Dalla radice -tsda- ("prova-re"), è derivata la parola gamotsda ("esame").
- Dalla radice -gav- ("rassomiglia-re"), sono derivate le parole msgavsi ("simile") e msgavseba ("similarità").
- Dalla radice -šen- ("conforma-re"), è derivata la parola šenoba ("edificio").
- Dalla radice -tskh- ("cuoce-re al forno"), è derivata la parola namtskhvari ("torta").
- Dalla radice -tsiv- ("freddo"), è derivata la parola matsivari ("frigorifero").
- Dalla radice -pr- ("vola-re"), sono derivate le parole tvitmprinavi ("aeroplano") e aprena ("staccare").

È anche possibile derivare i verbi da sostantivi:
- Dal sostantivo -omi- ("guerra"), è derivato il verbo omob ("fare guerra").
- Dal sostantivo -sadili- ("pranzo"), è derivato il verbo sadilob ("pranzare").
- Dal sostantivo -sauzme ("colazione"), è derivato il verbo ts'asauzmeba ("fare uno spuntino"); il preverbo ts'a- in georgiano potrebbe aggiungere il significato di "gerundio + un poco."
- Dal sostantivo -sakhli- ("patria"), è derivato il verbo gadasakhleba (la forma infinita del verbo "trasferire, muovere").

In modo similare, i verbi possono essere derivati dagli aggettivi:
- Dall'aggettivo -ts'iteli- ("rosso"), è derivato il verbo gats'itleba (la forma infinita sia di "arrossire" che "fare arrossire"). Questo tipo di derivazione può essere fatta con molti aggettivi in georgiano. Altri esempi possono essere:
- Dall'aggettivo -brma ("cieco"), sono derivati i verbi dabrmaveba (la forma infinita sia di "diventare cieco" che "accecare qualcuno").
- Dall'aggettivo -lamazi- ("bello"), è derivato il verbo galamazeba (la forma infinita del verbo "diventare bello").

### Numeri cardinali da 1 a 10
ერთი (ert'i) (uno), ორი (ori) (due), სამი (sami) (tre), ოთხი (ot'khi) (quattro), ხუთი (khut'i) (cinque), ექვსი (ek'vsi) (sei), შვიდი (shvidi) (sette), რვა (rva) (otto), ცხრა (ts'khra) (nove), ათი (at'i) (dieci).

### Storia della lingua e alfabeto
- (KA) Zaza Aleksidze, ep'ist'oleta ts'igni [Libro delle epistole], Tbilisi, 1968.
- (KA) K'orneli Danelia e Zurab Sarjveladze, kartuli p'aleograpia [Paleografia georgiana], Tbilisi, 1997.
- (KA) P'avle Ingoroq'va, kartuli damts'erlobis dzeglebi antik'uri khanisa [Iscrizioni georgiane dall'antichità], riassunto in (RU) (PDF), in ak'ad. n. maris sakhelobis enis, ist'oriisa da mat'erialuri k'ult'uris inst'it'ut'is (enimk'is) moambe [Bollettino dell'Istituto di lingua, storia e cultura materiale (ENIMK') "N. Marr"], vol. 10, Tbilisi, 1941,  pp. 411-427.
- (KA) Ivane Javakhishvili, kartuli damts'erlobata-mtsodneoba anu p'aleograpia [Studio della scrittura georgiana ossia paleografia], 2ª ed., Tbilisi, 1949.
- (KA) Elene Mach'avariani, kartuli anbanis grapik'uli sapudzvlebi [Fondamenti grafici dell'alfabeto georgiano], Tbilisi, 1982.
- (KA) Ramaz P'at'aridze, kartuli asomtavruli [L'asomtavruli georgiano], Tbilisi, 1980.
- (EN) Glanville Price, An Encyclopedia of the Languages of Europe, Blackwell, 1998.
- (KA) Grande scoperta (riguardo all'impresa dell'accademico Levan Chilashvili), in k'viris p'alit'ra, Tbilisi, 21-27 aprile 2003.

### Dialetti
- (KA) Ivane Gigineishvili, Varlam Topuria e Ivane Kavtaradze, kartuli dialekt'ologia [Dialettologia georgiana], vol. 1, Tbilisi, Casa editrice dell'Università statale di Tbilisi, 1961.

### Grammatiche e manuali
- (EN) Howard I. Aronson, Georgian: A Reading Grammar. Corrected edition, Columbus, Ohio, Slavica Publishers, 1990.
- (EN) Howard I. Aronson e Dodona Kiziria, Georgian: A Continuing Course, Slavica Publishers, 1999.
- (EN) George Hewitt, Georgian: A Structural Reference Grammar, Amsterdam, John Benjamins, 1995.
- (EN) George Hewitt, Georgian: A Learner's Grammar, 2ª ed., Routledge, 2005.
- Luigi Mantovani, Piccola grammatica della lingua georgiana, Saronno, Edizioni Urban, 1997.
- (FR)   Hans Vogt, Grammaire de la langue géorgienne, Oslo, Universitetsforlaget, 1971.

### Pubblicazioni scientifiche
- (EN) Sun-Ah Jun, Chad Vicenik e Ingvar Lofstedt, Intonational Phonology of Georgian (PDF), in UCLA Working Papers in Phonetics, n. 106, 2007,  pp. 41-57 (archiviato dall'url originale il 16 giugno 2012).
- (EN) Ryan K. Shosted e Vakhtang Chikovani, Standard Georgian (PDF), in Journal of the International Phonetic Association, vol. 36, n. 2, 2006,  pp. 255-264, DOI:10.1017/S0025100306002659.
- (EN) Robert H. Robins e Natalie Waterson, Notes on the Phonetics of the Georgian Word, in Bulletin of the School of Oriental and African Studies, vol. 14, n. 1, 1952,  pp. 55-72.
- (FR) Hans Vogt, Structure phonémique du géorgien. Étude sur le classement des phonèmes et des groupes de phonèmes, in Norsk Tidsskrift for Sprogvidenskap, vol. 18, 1958,  pp. 5-90.

### Dizionari
- (KA) N. Tsertsvadze, C. Debiasi e T. Akhmeteli, it'aliur-kartuli leksik'oni, I-II [Dizionario italiano-georgiano, Vol. I-II], Tbilisi, Casa Editrice "Oasisi", 1999 (Vol. I), 2004 (Vol. II).